# Y2K (バンド)
Y2K（わいつうけい）は、1999年に朝鮮音響からデビューした韓国人1名(高在根/高載根、コ・ジェグン)、日本人2名(松尾雄一、松尾光次)で構成された日韓合同の音楽グループである。
同年7月最終週の韓国の音楽専門チャート誌『KDJC』のロック部門のチャートで、デビューアルバム収録曲の「別れた後に」（朝鮮語: 헤어진 후에）が1位を獲得した。
2002年解散。
韓国の番組MBN musicにて2025年5月13日、3人が登場し、「別れた後に」が歌われた。

## メンバー
コ・ジェグン(高在根/高載根、고재근）
- 生年月日 : 1977年9月15日（47歳）
- 現在はミュージカル俳優として活動。

松尾雄一
- 生年月日 : 1982年2月22日（43歳）
- 日本で弟の光次と“DOGGY BAG”としてもデビューした。現在は日本に帰国し、弟の光次と“Swanky Dank”にて活動中。

松尾光次
- 生年月日 : 1984年5月7日（41歳）
- 日本で兄の雄一と“DOGGY BAG”としてもデビューした。現在は日本に帰国し、兄の雄一と“Swanky Dank”にて活動中。

## ディスコグラフィ
- 1集オリジナルアルバム「YⅡK」(1999年5月1日)
- 2集オリジナルアルバム「Try Again」(2000年10月27日)
- 2.5集スペシャルアルバム「Special」(2001年4月6日)
- 3集オリジナルアルバム「Unification」(2001年11月12日)
- 3.5集スペシャルアルバム「Summer」(2002年8月8日)